# Miki Nakao
Miki Nakao (jap. 中尾 美樹 Miki Nakao; ur. 25 czerwca 1978) – japońska pływaczka. Brązowa medalistka olimpijska z Sydney.
Zawody w 2000 były jej drugimi igrzyskami olimpijskimi, debiutowała w 1996. Zajęła trzecie miejsce na dystansie 200 metrów stylem grzbietowym. Była trzykrotną medalistką igrzysk azjatyckich w 1994. Na swym koronnym dystansie 200 metrów stylem grzbietowym zdobyła złoto uniwersjady w 1997 i 1999 oraz była medalistką Mistrzostwa Pacyfiku (brąz w 1997 i srebro w 1999).